# Holcocera nigrostriata
Holcocera nigrostriata é uma espécie de mariposa do gênero Holcocera pertencente à família Coleophoridae.